# المرأة في الحرب والجيش في القرن التاسع عشر

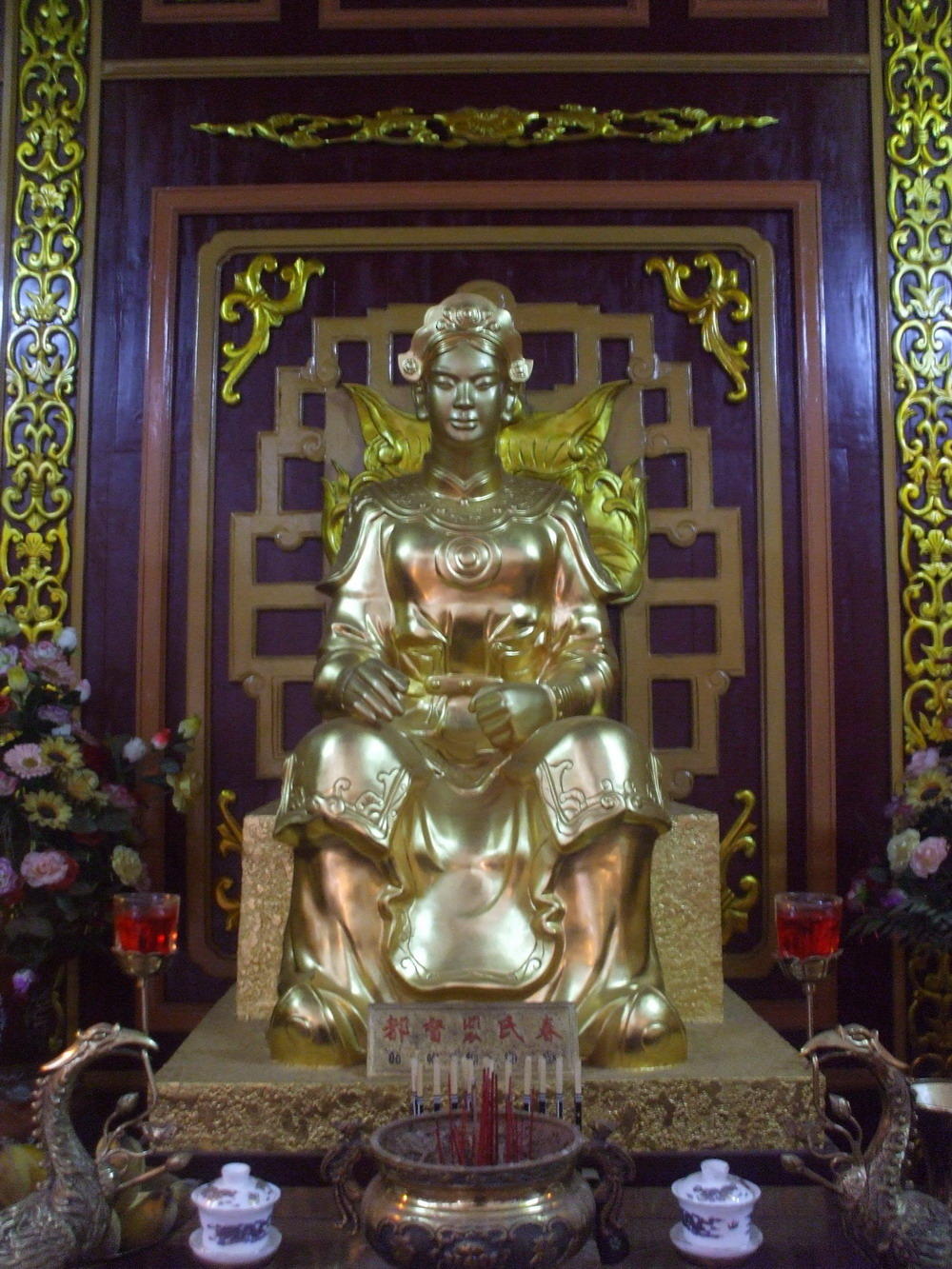
تمثال الأدميرال بوي ثي شوان في معبد تاي سون تام كيت (متحف كوانغ ترونغ، في بينه دينه، في فيتنام)

فيما يلي قائمة بالنساء في الحرب ومآثرهن منذ نحو عام 1800 حتى عام 1899 تقريبًا.
بالنسبة للنساء في الحرب في الولايات المتحدة في هذا الوقت، يرجى الاطلاع على الجدول الزمني للنساء في الحرب في الولايات المتحدة، قبل عام 1945.
تم فقط تضمين النساء الناشطات في الحرب المباشرة، مثل المحاربات والجاسوسات والنساء اللواتي قدن الجيوش بفعالية في هذه القائمة.
الجدول الزمني للنساء في الحرب في القرن التاسع عشر في جميع أنحاء العالم (باستثناء الولايات المتحدة الحالية).

## العقد الأول من القرن التاسع عشر
- أوائل القرن التاسع عشر: خدمت غيرتروديا فان دن هوفيل برتبة عريف في هولندا مرتديةً زي رجل تحت اسم جاكوبوس فيليبوس فيرميغ.[1]
- 1802: تم القبض على بوي ثي سوان، جنرال قوات المتمردين خلال تمرد تاي سون في فيتنام، وأعدمها أعداؤها.[2]
- 1802: خدمت ماري جين لامارتينيي في معركة كريت أ بيرو.[3]
- 1802: دافعت ماي سوخان عن بلدة أمريتسار ضد رانجيت سينغ.[4][5]
- 1802: شاركت لا مولاتريس سوليتود في قتال العبيد السابقين من أجل الحرية في معركة 18 مايو، عندما أعاد نابليون العبودية في غوادلوب.[6][7]
- 1803: قادت لورينزا أفيماناي ثورة ضد الاحتلال الإسباني في الإكوادور.[8]
- 1803: عملت مدام دوتلينغر كجاسوسة لنابليون في ألمانيا.[9]
- 1805: خدمت جين تاونسند على متن السفينة إتش إم إس ديفاينس خلال معركة الطرف الأغر.[10]
- 1806- 1812: أخذت فيرجيني غيكيير مكان شقيقها في فوج الخط السابع والعشرين لجيش نابليون، وخدمت خلال حرب شبه الجزيرة تحت قيادة أندوش غونوت، وتمت ترقيتها إلى رتبة ملازم،[11] وفي عام 1857 منحت وسام سانت هيلينا.[12]
- 1805: خدمت ماري جين شيلينك في معركة أوسترليتز.[13]
- 1806: قاتلت مانويلا بيدرازا في حرب استعادة بوينس آيرس بعد الغزو البريطاني الأول لريو دي لا بلاتا.[14]
- 1816-1807: خدمت ناديزهدا دوروڤا في الجيش الروسي. حصلت على صليب القديس جورج لشجاعتها في القتال وأصبحت أول ضابطة في الجيش الروسي.[15]
- 1808: كانت خوانا غالان مقاتلة حرب عصابات في حرب شبه الجزيرة أو حرب الاستقلال الإسبانية (1808-1814).[16]
- 1808: شاركت مانويلا مالاسانا في انتفاضة 2 مايو في مدريد (1808) ضد قوات نابليون الأول ملك فرنسا خلال حرب شبه الجزيرة.[16]
- 1808: دافعت أغوستينا دي أراغون عن إسبانيا خلال حرب الاستقلال الإسبانية.[17] خلال الحصار الدموي لسرقسطة، بدأ الجنرال الفرنسي جان أنتوني فيرديير الهجوم بقصف سرقسطة لمدة سبع وعشرين ساعة. قتل أو جرح معظم المدافعين الإسبان عند بوابة بورتيلو، وفي 2 يوليو 1808 شن رتل فرنسي هجومًا على سرية مدفعية بوابة بورتيلو غير المجهزة بالرجال. هرعت أوغستينا البالغة من العمر اثنين وعشرين عامًا، والتي لاحظت الخطر، إلى الأمام إلى مدفع يبلغ وزنه أربعة وعشرين رطلًا، وأعادت إشعال الفتيل المحترق بمساعدة مقابض مدفع متحطم، وأطلقت النار من المدفع الملقّن بقنبلة عنقودية على الرتل الفرنسي المتقدم مما أهلكه وأعطى الوقت لوصول التعزيزات الإسبانية من سرية مدفعية قريبة لصد الهجوم. شرحت أغوستينا الوقائع بنفسها في بيان وقائع موقّع في مدينة إشبيلية في تاريخ 12 أغسطس 1810.
- 1809-1808: انضمت إليسا سيرفينيوس إلى الجيش السويدي مرتدية زي رجل لأنها "قررت أن تعيش وتموت مع زوجها" الجندي برنارد سيرفينوس؛ شاركت في الحرب بين السويد وروسيا من أجل فنلندا، وجمعت خلال إحدى المعارك الذخيرة من الروس وأعطتها لرفاقها. اكتشف أمرها لاحقًا وتمت إقالتها لكنها تقلّدت ميدالية لشجاعتها في المعركة.[18]
- 1813-1809: خدمت جوانا زوبر في الجيش البولندي.[19] حصلت على وسام فيرتوتي ميليتاري، وهي أول امرأة تحصل على أعلى جائزة عسكرية بولندية.
- 1825-1809: عملت خوانا أزوردوي دي باديلا كقائدة حرب عصابات في بوليفيا.[20]

## العقد الثاني من القرن التاسع عشر
- العقد الثاني من القرن التاسع عشر: قادت خوانا راميريز مجموعة من الجنديات المتمردات خلال حرب الاستقلال الفنزويلية.
- العقد الثاني من القرن التاسع عشر: قادت تيريتاريا الثانية الجيوش بنفسها إلى المعركة.[21][22]
- 1810، السويد: حلت ماريا نيلسدوتر إي أولميسكوغ جيشًا متمردًا محتملًا وكافأها الملك لمنعها حدوث تمرد.[23]
- 1817-1811: عملت غيرتروديس بوكانيغرا كجاسوسة ومرسال ومقاتلة حرب عصابات خلال حرب الاستقلال المكسيكية.[24]
- 1817-1811: قدمت ماريا مارتينيز تقارير كجاسوسة لجيش المتمردين خلال حرب الاستقلال المكسيكية. تم تغريمها وسجنها عدة مرات، وتم إعدامها في النهاية.[25]
- 1812: قادت فاسيليسا كوزينا مجموعة حزبية روسية ضد نابليون.[26]
- 1812: خدمت ماري مانويل وزوجها بليز بوكس معًا كقاذفي مدفعية في وحدة مدفعية فرنسية خلال حرب شبه الجزيرة. تم القبض عليهما معًا عندما دخل الجيش البريطاني مدريد في أغسطس 1812، وأصبحا أسرى حرب في اسكتلندا، حيث تم الاعتراف رسميًا بماري كعدو منافس وليست مجرد تابع للمعسكر، مرتديان الزي الرسمي وتجنبا الإعادة إلى الوطن المفروضة على عائلات السجناء الآخرين المصاحبة. تشير مذكرات سجينة أخرى إلى أنها كانت فتاة إسبانية التقت بزوجها عندما أنقذته من رجال حرب العصابات في عام 1811، لكن هذا المصدر قد يجمع بين قصة الزوج والزوجة قاذفي المدفعيات مع عناصر من السير الذاتية لسجينات الحرب الأخريات في نفس المجموعة.[27]
- 1814-1812: خدمت فرانسينا برويز غونينغ في الجيش الفرنسي والجيش البروسي وأخيرًا في الجيش الهولندي مرتديةً زي رجل تحت اسم فرانس غونينغ سلوت.[28][29]
- 1813: قُتلت إليونور بروشاسكا أثناء قتالها لصالح فيلق إلمتزو الحر.[30]
- 1813: شاركت مانويلا ميدينا في حرب نشطة في معركة أكابولكو خلال حرب الاستقلال المكسيكية.[31]
- 1815-1813: خدمت آنا لورينغ[32] وفريدريك كروغر[33] في الجيش البروسي خلال الحروب النابليونية.
- 1813: لورا سيكورد بطلة كندية في حرب 1812
- 1813: شاركت جوانا شتيغن في الدفاع عن مدينة لونيبورغ ضد الفرنسيين.[34]
- 1814: دافعت غالية الوهابية عن مكة ضد العثمانيين بجيشها الوهابي في معركة ترابة.[35]
- 1814: شاركت أورسولا غويزويتا في الدفاع عن سانتا باربرا في حرب الاستقلال البوليفية.[36]
- 1815: وليم براون (اسم الميلاد غير معروف)، بحار في البحرية الملكية، اكتشف أنه امرأة. هي أول امرأة سوداء تخدم في البحرية الملكية.[37]
- 1815: تم العثور على العديد من النساء ميتات بالزي البريطاني بعد معركة واترلو، من بينهم ماري ديكسون، التي توفيت في الخدمة بعد أن خدمت ستة عشر عامًا في الجيش البريطاني مرتدية زي رجل.[38]
- 1817: أعدم الإسبان لا بولا بعد أن خدمت كجاسوسة خلال حرب الاستقلال الكولومبية.[39]
- 1817: حاربت مارثا كريستينا تياهاهو الحكومة الاستعمارية الهولندية في مولوكا، إندونيسيا.[40][41][42]
- 1819: قاتلت مانونو الثانية مع زوجها كوا كيكواوكالاني، في معركة كوامو، حيث مات كلاهما دفاعًا عن نظام كابو.[43]
- 1819: ماريا أنطونيا سانتوس بلاتا، فلاحة من نيوغرانادين (كولومبيا الحالية)، دفعت ونظمت وقادت المتمردين في مقاطعة سوكورو ضد القوات الإسبانية الغازية خلال استعادة غرناطة الجديدة؛ تم القبض عليها في النهاية ومحاكمتها وإدانتها بتهمة المس بالذات الملكية والخيانة العظمى، وحكم عليها بالإعدام رميًا بالرصاص في النهاية.[44]

## عشرينيات القرن التاسع عشر
- 1824-1821: قاتلت لاسكارينا بوبولينا في حرب الاستقلال اليونانية.[45]
- 1823-1821: قاتلت مانتو مافروجينوس في حرب الاستقلال اليونانية.[46]
- 1821: شاركت رالو كاراتزا في حرب الاستقلال اليونانية.[47]
- 1822: أنجيليك برولون، وهي جندية كانت تدافع عن كورسيكا منذ 1792 حتى 1799، تمت ترقيتها إلى رتبة ملازم أول. قاتلت في الأصل وهي متنكرة في زي رجل، لكنها في النهاية قاتلت علانيةً كامرأة. تقاعدت في العام ذاته.[48]
- 1822: قاتلت ماريا كويتيريا في حرب الاستقلال البرازيلية.[49]
- 1824: شاركت الملكة كيتور تشيناما من مملكة كيتور في الهند في عدة حملات ضد شركة الهند الشرقية.[50]
- 1830-1828: قادت تارينورير فرقة حرب عصابات من السكان الأصليين الأستراليين من كلا الجنسين خلال الحرب السوداء في تاسمانيا.[51]

## ثلاثينيات القرن التاسع عشر
- 1832-1831: شكلت الكونتيسة إميليا بلاترسرية من المشاة وقادتها بصفتها قائدة لها خلال انتفاضة نوفمبر البولندية.[52]
- 1839-1838: خدمت جوانا مارتينز في الجيش الهولندي مرتدية زي رجل كي تكون قريبة من عشيقها الجندي.[53]
- 1840-1838: شنت تاجرة الرقيق الأفريقية الغنية جدًا ماري فابر دي سانجر حربًا مع جيشها الخاص ضد منافسها وليم أورموند في بنغالان.[54]
- 20 يناير 1839: حاربت الرقيب كانديلاريا بيريز في معركة يونغاي.[55]

## أربعينيات القرن التاسع عشر
- 1841: شاركت آنا ماريا مارتينيز دي نيسر في معركة سلامينا في 5 مايو 1841 خلال حرب السوبريمز.[56]
- 1842: شنت تاجرة الرقيق الأفريقي ماري فابر دي سانجر حربًا مع جيشها الخاص ضد البريطانيين وحلفائهم قبيلة سوسو مع حليفتها إليزابيث بيلي غوميز، ونهبوا أموال سوسو.[54]
- 1843: كانت العبدة كارلوتا إحدى القادة الثلاث لتمرد العبيد في عام السوط على كوبا.[57]
- 1846-1844: شاركت ماريا ترينيداد سانشيز كمرسال في حرب الاستقلال الدومينيكية.[58][59][60][61]
- 1848: دافعت لويزا باتيستاتي عن ميلان خلال ثورة 1848.[62]
- 1848: خدمت لويز أستون في فريكوربس خلال الحرب في شليسفيغ.[63]
- 1848: كانت ماريا ليبستوك (1831-1892) ضابطة في الهوسار خلال حرب الاستقلال المجرية لعامي 1848 و1849 تحت اسم كارولي ليبستوك.[64]
- 1848: قادت بيلاجيا روسو كتيبة من الإناث للدفاع عن قريتها خلال المحاولة الثورية الفاشلة.[65]
- 1848: عملت جوليا بانياي كجاسوس وضابط في الجيش المجري خلال الثورة المجرية عام 1848.[66]